# Listă de actori egipteni

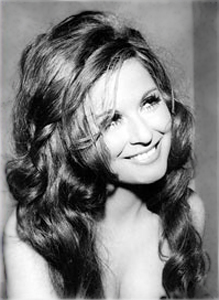
Soad Hosny

Aceasta este o listă de actori egipteni.
Cuprins: Început - 0–9 A B C D E F G H I J K L M N O P Q R S T U V W X Y Z

## A
- Khalid Abdalla
- Amr Waked

## E
- Nabila Ebeid
- Nour El-Sherif
- Laila Eloui
- Adel Emam

## F

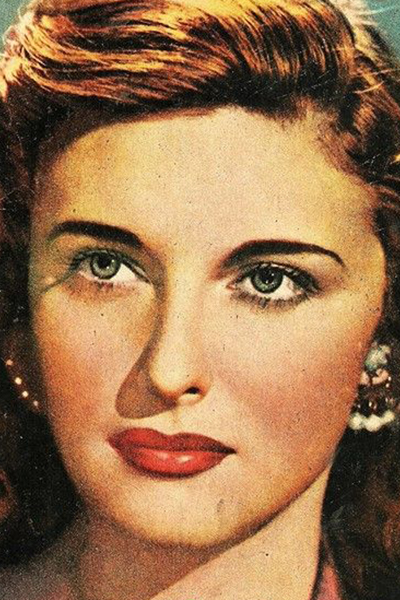
Mariam Fakhr Eddine

- Mariam Fakhr Eddine
- Hussein Fahmy
- Foad AlMohandess

## I
- Adel Imam

## H

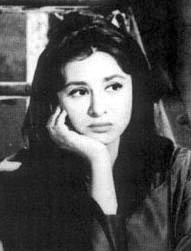
Faten Hamama

- Abdel Halim Hafez
- Mido Hamada
- Faten Hamama
- Soad Hosny

## K
- Umm Kulthum

## M
- Nesma Mahgoub

## R

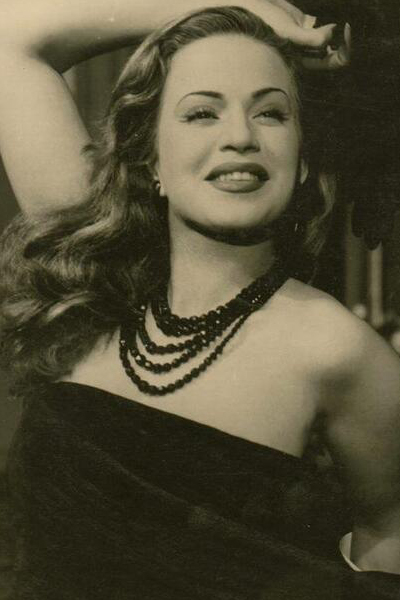
Hind Rostom

- Ahmed Ramzy
- Hind Rostom

## S
- Magda al-Sabahi (1931 – 2020)
- Omar Sharif
- Farid Shawki
- Sherihan

## T

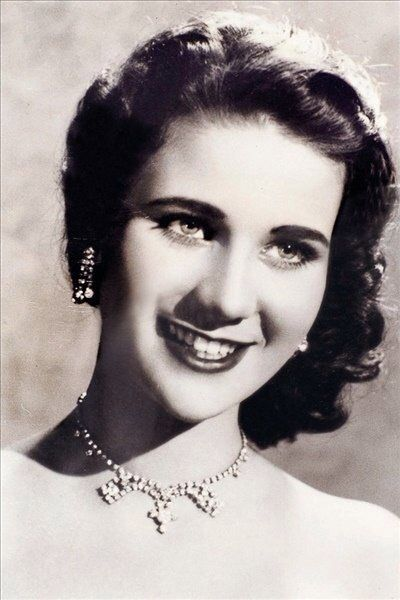
Tharwat Zubaida

- Zubaida Tharwat

## Y
- Youssra

## Z
- Ahmad Zaki

## Vezi și
- Listă de regizori egipteni

Format:Cinematografia egipteană